# 우아스코현
우아스코현(스페인어: Provincia de Huasco)은 칠레 아타카마 주를 구성하는 3개의 현 가운데 하나로 현도는 바예나르이며 면적은 18,201.5km2, 인구는 72,145명(2012년 기준), 인구 밀도는 4.0명/km2이다.